# 能代潟錦作
能代潟 錦作（のしろがた きんさく、1895年4月5日 - 1973年6月8日）は、秋田県山本郡藤里町出身で錦島部屋に所属した大相撲力士。本名は石田 岩松（いしだ いわまつ）。最高位は東大関。

## 来歴
1895年4月5日に秋田県山本郡藤里町で農家を営む家に二男として生まれる。幼少期から力が強く、家業である農業の合間に太良鉱山で鉱石と鉛塊を運ぶ作業に従事し、ある時は馬でさえ運べなかった100貫もの荷を担いだこともあった。相撲も元々好きだったことから周囲から「田舎大関」と呼ばれていた。1914年の春に太良鉱山山神祭が行われた際に、田舎大関の実力を発揮しようと飛び入り三番勝負へ参加したが全く歯が立たず、それが元で力士を志すようになった。そんな中、同年夏に同郷の大蛇潟粂藏一行が巡業でやって来たことで日本相撲協会の目代を介して面会し、大蛇潟の風格に憧れたことで入門を志願すると許可されたので、一行の巡業に帯同し、同年暮に錦島部屋へ正式に入門した。最初の四股名は「突山」で、生家が東方の高山(388.4m)から地鳴りとともに、突き出してできたという突山の上にあったため、そこから名付けた。
1915年1月場所において、土地相撲の実績と部屋の稽古によって幕下付出予定者に勝利した実力を買われて幕下付出から初土俵を踏むが、1勝4敗に止まり当時の規定によって序二段まで降格された。
1921年5月場所で新入幕を果たすが、その場所で虫垂炎を発症させて全休、一場所で十両陥落となってしまった。それでも1922年5月場所で再入幕を果たすと順調に番付を上げていき、1925年1月場所では小結を通り越して一気に関脇へ昇進した。関脇では好成績が続き、1926年5月場所終了後に大関昇進が決定した。ちょうどこの頃に大坂相撲との東西合併が行われることになり、合併による番付の編成がやり直される事態が発生するが、能代潟は予定通り1927年1月場所において新大関となった。短躯だが前述のように怪力で腰が重く下半身も磐石で、腰を落として左四つで組んでから相手の一瞬の隙を突いて少しずつ土俵際へ寄って行く取り口だった。
大関昇進後の1927年10月場所は10勝1敗（優勝同点）、1928年3月場所では10勝1分で初優勝を果たすなど好成績の場所もあったが、前後の場所はいずれも負け越しに終わるなどムラが大きく、大関らしからぬ成績を残すことになった。その後も勝ち越しと負け越しを繰り返していたが、1930年5月場所では4勝7敗とまたも負け越したことでついに大関の座を陥落することとなった。1931年1月場所ですぐに大関復帰を果たすものの、勝ち越しても6勝5敗ばかりで、横綱昇進どころか大関の地位を守るほうが厳しい状況が続く。
同年5月場所10日目（1931年5月21日）では天竜三郎と対戦するが、引き分けを嫌って決着を勝負検査役へ申し出たことで、異例となる2日後（1931年5月23日）の中入り後・後半戦の開始前に再戦することが決まった。再戦では能代潟が吊り出しで敗れるが、天竜も能代潟も、その後に行われた正規の取り組み（能代潟は武藏山武戦、天竜は玉錦三右エ門戦）では既に力を出し切ってしまったことによる疲労から両者とも呆気なく敗れた。しかし、この両者の姿勢が敢闘精神とされて日本相撲協会から両者揃って特別表彰と金一封をもらった。
1932年1月6日に春秋園事件が勃発した際は協会脱退組（革新力士団へ参入する力士）から勧誘されるが、「ワシは紙屑拾いになってでも師匠を養う。どんなことがあっても師匠の側に居るのだ」と発言して脱退組力士を追い返し、師匠を喜ばせた。この話は非常に有名で、のちに新国劇がこの一件を「錦島三太夫」として芝居にしたほどである。1933年1月場所では大関から再度陥落、このときには小結の地位に置かれ、これは大関が直接小結まで陥落した最後の例、また大関が直前の場所で勝ち越しながら関脇以下へ陥落した最後の例となっている。ただし当時の番付編成は、直前の1場所だけではなく直前の2場所の合計で評価されており、このときの大関陥落の直前の2場所を見れば9勝12敗1分の負け越しとなっている。同年5月場所ではさらに平幕まで陥落するが、玉錦三右エ門から金星を奪うなど6勝5敗と勝ち越し、同年5月場所でも7勝4敗の好成績で関脇に返り咲いた。しかし、初土俵から21年目を数えるベテラン力士となっていたことで喘息・神経痛に悩まされ、1936年5月場所（前頭7枚目）を全休したのを最後に現役を引退した。41歳1ヶ月の幕内力士というのは現在でも破られていない幕内力士の最高齢記録である。
引退後は年寄・立田山を襲名したのち、枩浦潟達也を引き連れて独立、立田山部屋を創立したが、1945年3月10日に発生した東京大空襲によって枩浦潟が戦災死したことで部屋を閉鎖、錦島部屋へ戻った。戦前～戦中まで大横綱だった双葉山定次には稽古を付けて指導したことで後々まで親交が深く、双葉山相撲道場が設立されると傘下に入って一門の相談役に就任した。
1961年に日本相撲協会へ停年制が導入されると、その時に停年退職、1973年6月8日に死去、78歳没。

## 顕彰

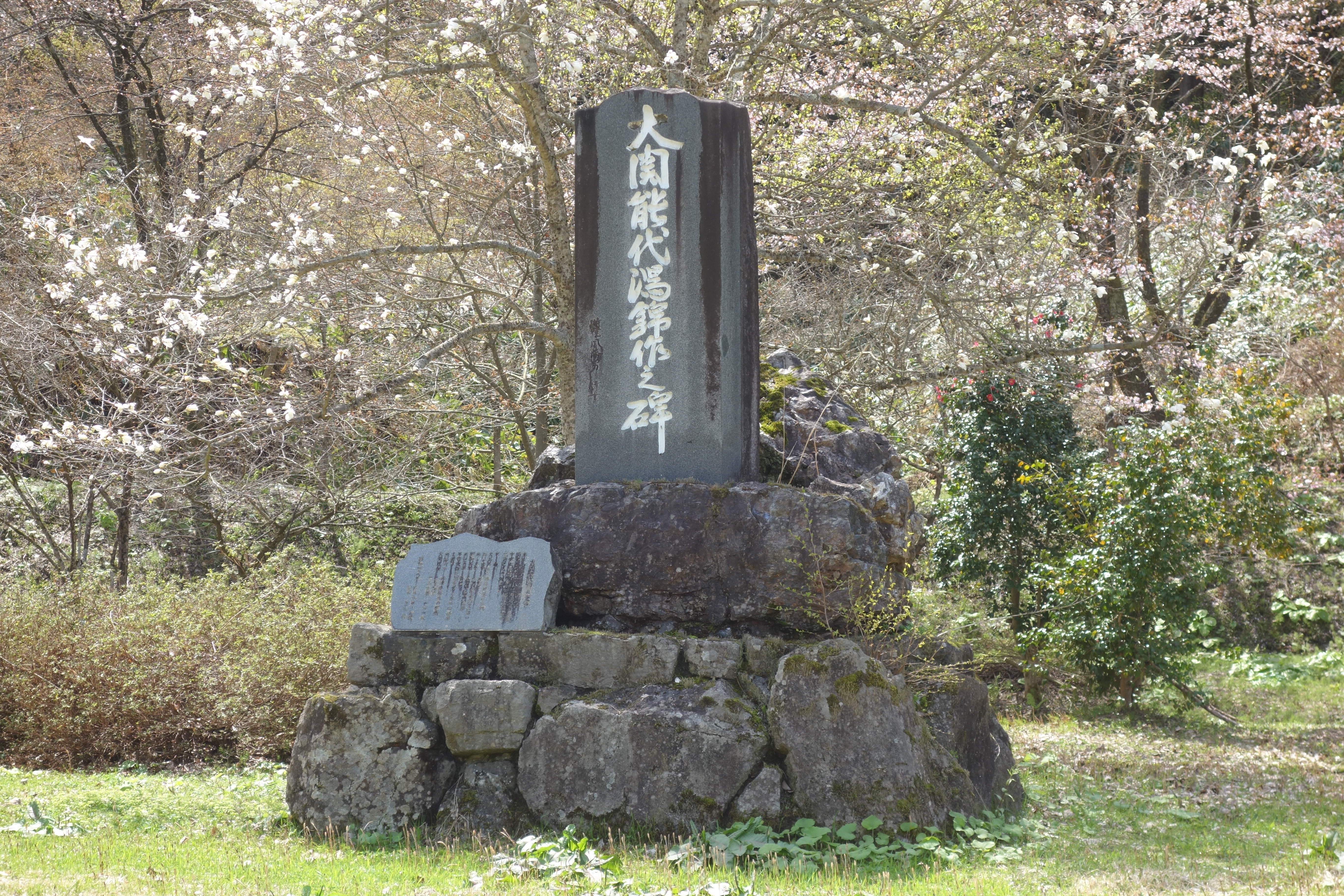
大関能代潟錦作之碑

能代潟の顕彰碑は生家に近い、藤里町藤琴字下湯の沢29に建てられ、2013年6月23日に除幕式・祝賀会が開催された。
能代潟の資料は顕彰碑の隣に建てられた藤里町歴史民俗資料館に展示、公開されている。見学は開館日に農村環境改善センターの受け付けから申し込むことができる。

## 人物
土俵に上がる、仕切り直す、水を含んで吐き出す、塩を撒く時に、力を入れて自身の廻しを叩く仕草を見せた。その叩き方が力のこもった音で、「ワシの強さを見よ」と言っているかのようだと伝わる。相撲を心から愛し、悠々たる態度は土俵態度・取り口として立派なものだった。
非常に几帳面で、飲酒しても自身で決めた一定量以上は、何があっても絶対に飲まなかった。

## 主な成績

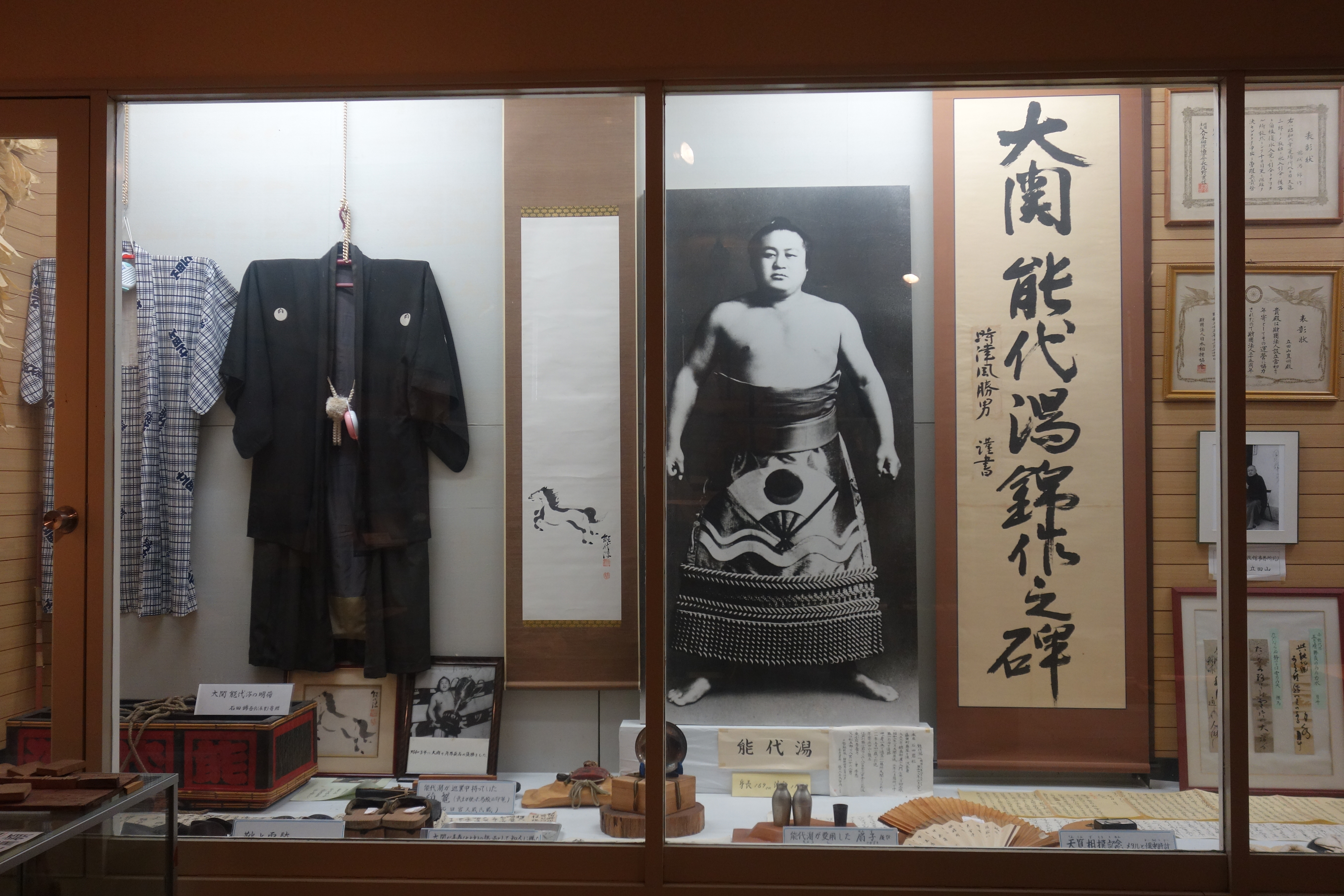
能代潟の資料

- 通算成績：292勝198敗10分5預43休 勝率.596
- 幕内成績：230勝171敗9分1預43休 勝率.574
- 大関成績：122勝104敗2分10休 勝率.540
- 現役在位：48場所
- 幕内在位：43場所
- 大関在位：23場所
- 三役在位：10場所（関脇7場所、小結3場所）
- 優勝旗手:1回
- 金星：1個（玉錦三右エ門）
  - 大関陥落後に獲得。
- 各段優勝
  - 幕内最高優勝：1回（1928年3月場所）
  - 十両優勝：1回（1922年1月場所）

### 場所別成績
| 1915年 （大正4年） | 幕下付出 1–4           | x                 | 西序二段100枚目 3–0 2預  | x              |
| 1916年 （大正5年） | 西序二段50枚目 5–0     | x                 | 西序二段5枚目 3–2        | x              |
| 1917年 （大正6年） | 西三段目55枚目 2–2 1預 | x                 | 東三段目45枚目 3–2       | x              |
| 1918年 （大正7年） | 西三段目22枚目 4–1     | x                 | 西幕下39枚目 3–0 1分1預  | x              |
| 1919年 （大正8年） | 東幕下10枚目 4–1       | x                 | 東十両9枚目 4–1          | x              |
| 1920年 （大正9年） | 西十両筆頭 5–4         | x                 | 東十両筆頭 5–5           | x              |
| 1921年 （大正10年） | 西十両3枚目 5–2        | x                 | 西前頭15枚目 0–0–10      | x              |
| 1922年 （大正11年） | 西十両4枚目 優勝 7–1   | x                 | 東前頭14枚目 5–5         | x              |
| 1923年 （大正12年） | 西前頭11枚目 7–2 (1分) | x                 | 東前頭4枚目 7–1–1 (2分)  | x              |
| 1924年 （大正13年） | 東前頭筆頭 2–7 (1分)   | x                 | 西前頭6枚目 8–2 (1分)    | x              |
| 1925年 （大正14年） | 西関脇 6–3 (1分)(1預)  | x                 | 東張出関脇 8–2 (1分)旗手 | x              |
| 1926年 （大正15年） | 東関脇 8–3             | x                 | 西関脇 8–3               | x              |
| 1927年 （昭和2年） | 東大関 8–3             | 東大関 4–1–6      | 東大関 3–8               | 西大関 10–1    |
| 1928年 （昭和3年） | 西張出大関 3–8         | 東大関 10–0 (1分) | 東張出大関 4–7           | 東張出大関 9–2 |
| 1929年 （昭和4年） | 西張出大関 7–4         | 西張出大関 4–3–4  | 西張出大関 8–3           | 西張出大関 4–7 |
| 1930年 （昭和5年） | 西張出大関 5–6         | 西張出大関 4–7    | 西関脇 6–5               | 西関脇 8–3     |
| 1931年 （昭和6年） | 東張出大関 6–5         | 東張出大関 4–7    | 西張出大関 6–5           | 西張出大関 6–5 |
| 1932年 （昭和7年） | 東大関2 3–5            | 東大関2 5–5       | 西張出大関 3–7 (1分)     | 西張出大関 6–5 |
| 1933年 （昭和8年） | 東小結 5–6             | x                 | 西前頭筆頭 6–5 ★         | x              |
| 1934年 （昭和9年） | 東小結 7–4             | x                 | 東関脇 5–6               | x              |
| 1935年 （昭和10年） | 東前頭筆頭 4–7         | x                 | 東前頭5枚目 8–3          | x              |
| 1936年 （昭和11年） | 西張出小結 0–0–11      | x                 | 東前頭7枚目 引退 0–0–11  | x              |
| 各欄の数字は、「勝ち-負け-休場」を示す。 優勝 引退 休場 十両 幕下 三賞：敢=敢闘賞、殊=殊勲賞、技=技能賞 その他：★=金星 番付階級：幕内 - 十両 - 幕下 - 三段目 - 序二段 - 序ノ口 幕内序列：横綱 - 大関 - 関脇 - 小結 - 前頭（「#数字」は各位内の序列） |                        |                   |                          |                |

- 1923年5月場所の1休は相手力士の休場によるもの

## 幕内対戦成績
| 力士名   | 勝数 | 負数 | 力士名   | 勝数 | 負数 | 力士名       | 勝数 | 負数 | 力士名   | 勝数 | 負数 |
| -------- | ---- | ---- | -------- | ---- | ---- | ------------ | ---- | ---- | -------- | ---- | ---- |
| 旭川     | 0    | 1    | 阿蘇ヶ嶽 | 1    | 1    | 綾鬼         | 4    | 0    | 綾川     | 10   | 1    |
| 綾錦     | 7    | 0    | 綾昇     | 0    | 1    | 荒熊         | 3    | 0    | 伊勢ノ濱 | 2    | 0    |
| 伊吹山   | 1    | 0    | 大潮     | 3(1) | 1    | 大門岩       | 2    | 0    | 大ノ里   | 12   | 13   |
| 沖ツ海   | 1    | 3※   | 鬼風     | 1    | 0    | 海光山       | 2    | 0    | 鏡岩     | 4    | 3    |
| 柏山     | 8    | 1    | 桂川     | 2    | 0    | 錦華山       | 2    | 0    | 錦城山   | 2    | 0    |
| 古賀ノ浦 | 1    | 0    | 越ノ海   | 1    | 0    | 東雲         | 1    | 1    | 信夫山   | 6    | 4    |
| 清水川   | 2    | 7    | 白岩     | 4    | 0    | 新海         | 8    | 4    | 外ヶ濱   | 7    | 5    |
| 大邱山   | 1    | 2    | 高登     | 1    | 5    | 寳川         | 0    | 1    | 玉碇     | 6    | 5    |
| 玉錦     | 8    | 13※  | 太郎山   | 1    | 0    | 瓊ノ浦       | 2    | 1    | 常ノ花   | 6    | 7※※※ |
| 鶴ヶ濱   | 3    | 1※   | 光風     | 2    | 3    | 出羽ヶ嶽     | 7    | 5    | 出羽ノ花 | 0    | 1    |
| 天竜     | 1    | 9    | 常盤野   | 0    | 1    | 栃木山       | 0    | 3※   | 富ノ山   | 1    | 0    |
| 巴潟     | 1    | 0    | 楢錦     | 4    | 1    | 幡瀬川       | 3    | 4    | 番神山   | 1    | 0    |
| 肥州山   | 2    | 0    | 常陸岩   | 8    | 11※  | 常陸嶋       | 4    | 1    | 常陸嶽   | 7    | 2    |
| 福柳     | 3    | 3※※  | 藤ノ里   | 1    | 1    | 双葉山       | 2    | 3    | 真鶴     | 3    | 0    |
| 男女ノ川 | 0    | 5    | 武藏山   | 5    | 13   | 山錦         | 12   | 8    | 槍ヶ嶽   | 1    | 0    |
| 吉野山   | 5    | 0    | 雷ノ峰   | 5    | 4(1) | 両國(松ヶ崎) | 2    | 0    | 和歌嶌   | 7    | 3    |
| 若瀬川   | 2    | 1    | 若葉山   | 11   | 7    | 若常陸       | 4    | 0    |          |      |      |

※他に沖ツ海に1つ、玉錦に1つ、常ノ花に3つ、鶴ヶ濱に1つ、栃木山に1つ、福柳に2つ引分があり、常陸岩と預りが1つある。